# River Taw

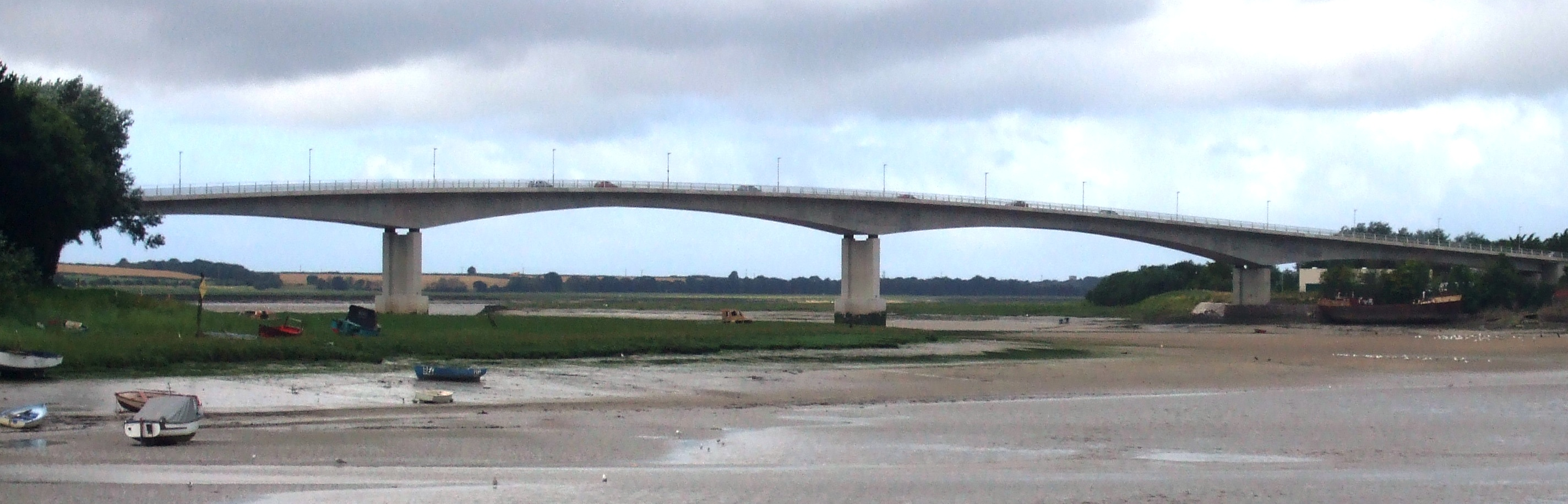
Taw-Brücke von 2007, die sogenannte „Downstream-Bridge“ bei Ebbe

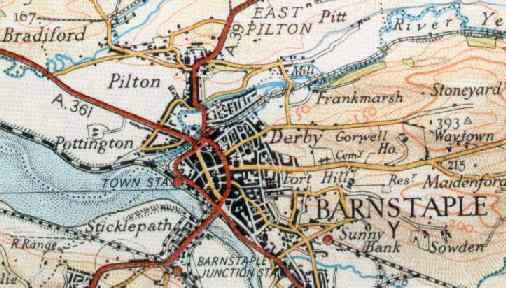
Karte von Barnstaple, 1937

Der River Taw ist ein 72 Kilometer langer Fluss, der bei Taw Head an den zentral-nördlichen Flanken von Dartmoor entspringt. Er mündet in den Bristol Channel an der Nordküste von Devon unmittelbar, nachdem er bereits im Mündungstrichter den Torridge von seiner linken Seite her aufgenommen hat.

## Verlauf
Der Fluss entspringt am Westhang des 183 m hohen Hangingstone Hill auf ca. 168 m und fließt überwiegend in nördliche Richtung. Bereits zu Beginn gibt er dem Dorf South Tawton und später noch North Tawton und Taw Green seinen Namen. In seinem Verlauf nimmt er eine Reihe von kleineren Nebenflüssen auf, die allesamt in dem Quellgebiet von Dartmoor, weiter seewärts auch dem Exmoor entspringen, darunter Lapford Yeo, Little Dart River und Mole. Diese Zuflüsse münden alle von rechts, weil der links neben dem Taw parallel fließende Torridge keine größeren Zuflüsse zulässt. Ab Newbridge, das 19 Kilometer vom Meer entfernt liegt, wird er tidenabhängig. Kurz hinter Barnstaple mündet noch der knapp drei Kilometer lange Yeo, der ebenfalls von den Gezeiten verursacht unterschiedlich hohen Wasserstand aufweist.
Auf seinem Weg zum Meer wird der River Taw nach 15 Kilometern von der vierspurig ausgebauten A 30, sechs Kilometer später auf einer gemeinsamen Brücke auch von den B3072 und B3124 gekreuzt. Kurz hinter dem Dorf Coldridge (km 28) läuft der Fluss dann parallel zur A377 und der Tarka-Linie-Eisenbahn bis Barnstaple und wird von beiden mehrfach gequert.

## Mündungstrichter
Der Mündungstrichter beginnt bei Newbridge. Dort ist der Fluss etwa 20 Meter breit. Im Mündungsbereich beträgt der Abstand von Ufer zu Ufer ungefähr 750 Meter. Der Tidenhub macht auf seinem letzten Abschnitt zirka sechs Meter aus.

## Bedeutung des Flusses
Außer Barnstaple mit heute rund 34.000 Einwohnern und seinem heutigen Vorort Newbridge gibt es keine nennenswerten Ansiedlungen entlang des Flusses. Trotzdem ist sein Tal eine wichtige Verkehrsachse sowohl für die Straße als auch für die Schiene. Fast ständig wird der River Taw von beiden begleitet, mal auf seinem rechten, mal auf dem linken Ufer. Auf dem Fluss selbst findet oberhalb Barnstaple Long Bridge kein Schiffsverkehr statt.
Sowohl eine Eisenbahngesellschaft, nämlich die „Taw Vale Railway and Dock Company“ als auch die Strecke „Taw Vale Railway“, ein Ast der „North Devon Railway“, verdanken ihren Namen dem Taw. Die Stadt Barnstaple war schon immer ein bedeutender Handelsplatz, wurde aber durch die Anbindung der Eisenbahn in ihrer Attraktivität noch gesteigert.
Mittlerweile quert neben der Long Bridge, die ihre Ursprünge im Mittelalter hat, noch eine weitere Brücke den River Taw vor seiner Mündung ins Meer: die lang-erwartete „Downstream-Bridge“, Teil der Stadtumgehung Barnstaple Western Bypass.
Schon weit draußen im Mündungsbereich sperrt die lange Sandbank Braunton Burrows die Schiffszufahrt zu den Häfen von Barnstaple, Fremington, Instow und Bideford.
Fremington war insbesondere in der Mitte des 19. Jahrhunderts der wichtigste Umschlaghafen zwischen Bristol und Lands End, vor allem für die walisische Kohle, die auf diesem Wege nur eine kurze Strecke über den Bristol Channel zu transportieren war und von hier aus per Bahn weitertransportiert wurde. Der letzte Taw-Hafen vor dem Meer ist Yelland. Zwischen 1955 und 1984 befand sich dort ein Kohlekraftwerk, das 1989 abgerissen wurde, doch noch heute wird der Hafen für den Umschlag von petro-chemischen Gütern, insbesondere für Rohöl, benutzt. An dieser Stelle befinden sich einige Öltanks.